# Nely Reguera
Nely Reguera (Barcelona, 25 de diciembre de 1978) es una directora de cine, guionista y actriz española.

## Carrera

### Inicios
Nely inició su carrera en el cine sirviendo como asistente de dirección en películas de bajo presupuesto. Se desempeñó en dicho rubro en los cortometrajes Upside Down (dirigida por Guillem Morales), Business (dirigida por Álvaro de la Herrán) y Rawal Recycle (dirigida por Marc Giralt), y tuvo la oportunidad de ser la asistente de dirección en la segunda unidad en la grabación de la película El perfume: historia de un asesino bajo la dirección de Tom Tykwer. Tras escribir y dirigir su propio corto, titulado Ausencias (2002), en 2007 participó como asistente en El Greco, largometraje dirigido por Yannis Smaragdis y basado en la vida del reconocido pintor. Dos años después escribió y dirigió otro cortometraje, titulado Pablo, contando con la colaboración de los actores José Ángel Egido, Pablo Derqui y Carla Pérez. También en 2009 sirvió como asistente de dirección en la serie de televisión de carácter costumbrista Pelotas, producida por la compañía El Terrat y emitida entre 2009 y 2010.

### María (y los demás)- Actualidad
María (y los demás) de 2016 fue el primer largometraje escrito y dirigido por Reguera. La cinta tuvo como protagonista a Bárbara Lennie, que obtuvo un premio Feroz a la mejor actriz protagonista de 2016 por su actuación en ella. La película fue presentada en la sección "Nuevos Directores" de la edición n.º 64 del Festival de San Sebastián. María (y los demás) cosechó excelentes críticas por parte de la prensa especializada, y le valió a su directora ser nominada en la categoría Mejor director novel de los prestigiosos premios Goya. En 2018 dirigió tres episodios de Benvinguts a la familia, serie de televisión creada por Pau Freixas e Iván Mercadé.

## Filmografía

### Como asistente de dirección
- 2010 - Blog
- 2009 - Tres dies amb la família
- 2009 - Pelotas
- 2008 - Desierto sur
- 2008 - ¡Nena!
- 2007 - Adrenalina
- 2007 - El Greco
- 2006 - El perfume: Historia de un asesino
- 2004 - Rawal recycle
- 2002 - Business
- 2002 - Upside Down

### Como directora
- 2022 - La voluntaria
- 2018 - Benvinguts a la família
- 2016 - María (y los demás)
- 2009 - Pablo
- 2002 - Ausencias

### Como guionista
- 2016 - María (y los demás)
- 2009 - Pablo
- 2002 - El encantador de serpientes
- 2002 - Ausencias

## Premios y nominaciones

### Premios Goya
| Año  | Categoría             | Nominadas    | Resultado |
| ---- | --------------------- | ------------ | --------- |
| 2016 | Mejor directora novel | Nely Reguera | Nominada  |